# Juliette Angelo
Juliette Rose Angelo (Little Falls, 3 maart 1999) is een Amerikaans actrice en singer-songwriter.

## Carrière
Angelo is voornamelijk bekend van haar rol in NCIS waar ze Emily Fornell speelde tot in 2021. Verder speelde ze in New Year's Eve, The Trial of the Chicago 7, Malibu Country en Shameless.

## Filmografie

### Films
| Jaar | Film                            | Rol             |
| ---- | ------------------------------- | --------------- |
| 2011 | In the Family                   | Erin            |
| 2011 | New Year's Eve                  | Sadie           |
| 2014 | Rescuing Madison                | Krissy Kelly    |
| 2018 | Hope Springs Eternal            | Sarah Handleman |
| 2018 | I'll Be Next Door for Christmas | Nicky           |
| 2020 | The Trial of the Chicago 7      | Jurylid #6      |

### Series
| Jaar      | Serie                          | Rol               | Extra   |
| --------- | ------------------------------ | ----------------- | ------- |
| 2012-2013 | Malibu Country                 | June Gallagher    | 18 afl. |
| 2013-2021 | NCIS                           | Emily Fornell     | 8 afl.  |
| 2014-2015 | The Haunted Hathaways          | Meadow MacIntosh  | 7 afl.  |
| 2014-2015 | Mad Men                        | Carol             | 3 afl.  |
| 2015      | Deadbeat                       | Sarah Gibley      | 1 afl.  |
| 2016      | Grey's Anatomy                 | Danielle          | 1 afl.  |
| 2016      | 11.22.63                       | Bobbi Jill Allnut | 2 afl.  |
| 2016      | Criminal Minds: Beyond Borders | Emma Peters       | 1 afl.  |
| 2017-2020 | Shameless                      | Geneva            | 10 afl. |
| 2018      | Speechless                     | Lauren            | 1 afl.  |

## Discografie
- Fields of Tennessee (2022), Blue Jay Studios